# 오버런 (철도)
오버런(overrun) 또는 정차위치 초과, 정차 위치 불량은 철도 차량이 정차해야 할 정지선을 초과하는 것을 의미한다. 경우에 따라서는 사고나 운행 지연의 원인이 된다. 오버런의 원인 중 상당수는 눈이나 비 등 기후에 의한 제동장치 기능의 저하인 하드웨어적 문제와 기관사의 착각 또는 실수에 의한 브레이크 조작 타이밍 지연이 원인이 되는 인위적 문제로 나뉜다.
철도의 오버런은 지극히 일상적인 현상이며 그 규모가 작으면 보도되지도 않고 일반적으로 알려지지도 않았으나 JR 후쿠치야마 선 탈선 사고에서는 사고 전에 발생한 오버런과 사고 그 자체와의 관계가 대중 매체에 의해 고의적으로 집중되어 그 이후 큰 문제가 되지 않는 정도의 오버런조차도 큰 문제인 것처럼 취급되는 경향이 있다. 더불어 이 사고의 본질적 원인은 오버런이 아니라고 알려져 있다.있다.

## 같이 보기
- 프리휠